# Präsidentschaftswahl in der Republik Zypern 1988
Die Präsidentschaftswahl in der Republik Zypern 1988 fand am 14. Februar (erster Wahlgang) und am 21. Februar (Stichwahl) statt.

## Ergebnis
| Kandidaten              | Parteien                | 1. Wahlgang | 1. Wahlgang | 2. Wahlgang | 2. Wahlgang |
| Kandidaten              | Parteien                | Stimmen     | %           | Stimmen     | %           |
| ----------------------- | ----------------------- | ----------- | ----------- | ----------- | ----------- |
| Glafkos Klerides        | Dimokratikos Synagermos | 111.504     | 33,3        | 157.228     | 48,4        |
| Georges Vassiliou       | Parteilos (AKEL – KOFI) | 100.748     | 30,1        | 167.834     | 51,6        |
| Spyros Kyprianou        | Dimokratiko Komma       | 91.335      | 27,3        |             |             |
| Vassos Lyssaridis       | Sosialistiko Komma      | 30.865      | 9,2         |             |             |
| Thrasos Georgiadis      | Parteilos               | 187         | 0,1         |             |             |
| Gesamt                  | Gesamt                  | 334.639     | 100         | 325.062     | 100         |
|                         |                         |             |             |             |             |
| Ungültige Stimmen       | Ungültige Stimmen       | 8.141       | 2,4         | 17.928      | 5,2         |
| Wähler                  | Wähler                  | 342.780     | 94,2        | 342.990     | 94,3        |
| Wahlberechtigte         | Wahlberechtigte         | 363.719     |             | 363.740     |             |
|                         |                         |             |             |             |             |
| Quelle: Nohlen & Stöver |                         |             |             |             |             |